# David Mumford
David Bryant Mumford (* 11. června 1937 Worth, Sussex, Anglie, Spojené království) je americký matematik. Je známý zejména díky své práci v oblasti algebraické geometrie. Je nositelem několika vědeckých ocenění, v roce 1974 obdržel Fieldsovu medaili, v roce 2008 pak získal Wolfovu cenu za matematiku.